# Pristomyrmex occultus
Pristomyrmex occultus é uma espécie de formiga do gênero Pristomyrmex, pertencente à subfamília Myrmicinae.